# Liste der Bodendenkmäler in Altomünster
Auf dieser Seite sind die Bodendenkmäler in dem oberbayerischen Markt Altomünster zusammengestellt. Diese Tabelle ist eine Teilliste der Liste der Bodendenkmäler in Bayern. Grundlage ist die Bayerische Denkmalliste, die auf Basis des Bayerischen Denkmalschutzgesetzes vom 1. Oktober 1973 erstmals erstellt wurde und seither durch das Bayerische Landesamt für Denkmalpflege geführt wird. Die folgenden Angaben ersetzen nicht die rechtsverbindliche Auskunft der Denkmalschutzbehörde.

## Bodendenkmäler in Altomünster

### Bodendenkmäler im Ortsteil Altomünster
| Lage                                          | Objekt | Akten-Nr.     | Bild           |
| --------------------------------------------- | --- | ------------- | -------------- |
| Altomünster (Standort)                        | Grabhügel mit Bestattungen der Bronzezeit und der Hallstattzeit. | D-1-7533-0011 |                |
| Altomünster Sankt-Birgittenhof 3–7 (Standort) | Kloster Altomünster Untertägige mittelalterliche und frühneuzeitliche Befunde im Bereich des Klosters und der Katholischen Pfarr- und Klosterkirche St. Alto in Altomünster und ihrer Vorgängerbauten. | D-1-7633-0035 | weitere Bilder |
| Altomünster (Standort)                        | Loretokapelle Aufgelassener Friedhof der frühen Neuzeit mit ehemalige Loretokapelle. | D-1-7633-0203 | weitere Bilder |

### Bodendenkmäler im Ortsteil Eichhofen
| Lage                 | Objekt                                | Akten-Nr.     | Bild |
| -------------------- | ------------------------------------- | ------------- | ---- |
| Eichhofen (Standort) | Viereckschanze der späten Latènezeit. | D-1-7633-0019 |      |

### Bodendenkmäler im Ortsteil Hohenzell
| Lage                                    | Objekt | Akten-Nr.     | Bild           |
| --------------------------------------- | --- | ------------- | -------------- |
| Hohenzell (Standort)                    | Straße der römischen Kaiserzeit (Teilstück der Trasse Augsburg-Wels). | D-1-7633-0106 |                |
| Hohenzell Pfarrer-Marz-Weg 5 (Standort) | Pfarrkirche St. StephanUntertägige mittelalterliche und frühneuzeitliche Befunde im Bereich der Katholischen Pfarrkirche St. Stephan von Hohenzell und ihres Vorgängerbaus. | D-1-7633-0116 | weitere Bilder |

### Bodendenkmäler im Ortsteil Kiemertshofen
| Lage                                             | Objekt | Akten-Nr.     | Bild                       |
| ------------------------------------------------ | --- | ------------- | -------------------------- |
| Kiemertshofen (Standort)                         | Straße der römischen Kaiserzeit (Teilstück der Via-Claudia-Trasse Augsburg-Wels).                                                  | D-1-7633-0041 |                            |
| Kiemertshofen Sankt-Nikolaus-Straße 6 (Standort) | Untertägige mittelalterliche und frühneuzeitliche Befunde im Bereich der Katholischen Filialkirche St. Nikolaus von Kiemertshofen. | D-1-7633-0111 | Bodendenkmal D-1-7633-0111 |

### Bodendenkmäler im Ortsteil Oberzeitlbach
| Lage                                                    | Objekt | Akten-Nr.     | Bild           |
| ------------------------------------------------------- | --- | ------------- | -------------- |
| Oberzeitlbach Dorfstraße 8 (Standort)                   | Filialkirche Mariä Himmelfahrt Untertägige mittelalterliche und frühneuzeitliche Befunde im Bereich der Katholischen Filialkirche Mariae Himmelfahrt in Oberzeitlbach. | D-1-7633-0118 | weitere Bilder |
| Oberzeitlbach Unterzeitlbach, Hauptstraße 16 (Standort) | Untertägige frühneuzeitliche Befunde im Bereich der Kapelle St. Sebastian in Unterzeitlbach und ihres Vorgängerbaus.                                                   | D-1-7633-0120 |                |

### Bodendenkmäler im Ortsteil Pipinsried
| Lage                               | Objekt | Akten-Nr.     | Bild           |
| ---------------------------------- | --- | ------------- | -------------- |
| Pipinsried Pfarrstrasse (Standort) | Untertägige mittelalterliche und frühneuzeitliche Befunde im Bereich der Katholischen Pfarrkirche St. Dionysius von Pipinsried.                                     | D-1-7533-0003 | weitere Bilder |
| Pipinsried (Standort)              | Wallfahrtskirche St. Wolfgang Untertägige frühneuzeitliche Befunde im Bereich der Filial- und Wallfahrtskirche St. Wolfgang bei Pipinsried und ihres Vorgängerbaus. | D-1-7533-0048 | weitere Bilder |

### Bodendenkmäler im Ortsteil Randelsried
| Lage                                            | Objekt | Akten-Nr.     | Bild           |
| ----------------------------------------------- | --- | ------------- | -------------- |
| Randelsried (Standort)                          | Abschnittsbefestigung des frühen Mittelalters. | D-1-7533-0001 |                |
| Randelsried Kirchbergstraße 9 (Standort)        | Untertägige mittelalterliche und frühneuzeitliche Befunde im Bereich der Katholischen Pfarrkirche St. Peter und Paul von Randelsried und ihrer Vorgängerbauten. | D-1-7533-0049 |                |
| Randelsried Asbach, Schäfflerweg 2 (Standort)   | Untertägige frühneuzeitliche Befunde im Bereich der Katholischen Kapelle Hl. Kreuz in Asbach und ihres Vorgängerbaus.                                           | D-1-7533-0055 | weitere Bilder |
| Randelsried Lauterbach, Lauterbach 1 (Standort) | Untertägige mittelalterliche und frühneuzeitliche Befunde im Bereich der Katholischen Filialkirche St. Alban in Lauterbach und ihrer Vorgängerbauten.           | D-1-7533-0060 |                |

### Bodendenkmäler im Ortsteil Stumpfenbach
| Lage                                           | Objekt | Akten-Nr.     | Bild           |
| ---------------------------------------------- | --- | ------------- | -------------- |
| Stumpfenbach Sankt-Ulrich-Straße 10 (Standort) | Untertägige frühneuzeitliche Befunde im Bereich der Ortskapelle St. Ulrich in Stumpfenbach und ihres Vorgängerbaus. | D-1-7633-0126 | weitere Bilder |

### Bodendenkmäler im Ortsteil Thalhausen
| Lage                                   | Objekt | Akten-Nr.     | Bild |
| -------------------------------------- | --- | ------------- | ---- |
| Thalhausen (Standort)                  | Siedlung des Neolithikums. | D-1-7533-0013 |      |
| Thalhausen Haat, Haag 6 (Standort)     | Untertägige mittelalterliche und frühneuzeitliche Befunde im Bereich der Katholischen Filialkirche St. Margaretha in Haag und ihrer Vorgängerbauten.  | D-1-7533-0045 |      |
| Thalhausen Nähe Am Mühlberg (Standort) | Untertägige mittelalterliche und frühneuzeitliche Befunde im Bereich der Katholischen Pfarrkirche St. Georg von Thalhausen und ihrer Vorgängerbauten. | D-1-7533-0051 |      |

### Bodendenkmäler im Ortsteil Wollomoos
| Lage                                                  | Objekt | Akten-Nr.     | Bild           |
| ----------------------------------------------------- | --- | ------------- | -------------- |
| Wollomoos (Standort)                                  | Station des Mesolithikums und Siedlung des Neolithikums. | D-1-7533-0004 |                |
| Wollomoos Talstraße 4 (Standort)                      | Untertägige mittelalterliche und frühneuzeitliche Befunde im Bereich der Katholischen Pfarrkirche St. Bartholomäus in Wollomoos und ihrer Vorgängerbauten.     | D-1-7533-0053 | weitere Bilder |
| Wollomoos Pfaffenhofen, Laurentiusstraße 9 (Standort) | Filialkirche St. Laurentius Untertägige mittelalterliche und frühneuzeitliche Befunde im Bereich der Katholischen Filialkirche St. Laurentius in Pfaffenhofen. | D-1-7633-0113 | weitere Bilder |